# Edward Scissorhands
Edward Scissorhands (bra: Edward Mãos de Tesoura; prt: Eduardo Mãos de Tesoura ou Eduardo Mãos-de-Tesoura) é um filme norte-americano de 1990, dos gêneros fantasia sombria, drama e romance, dirigido por Tim Burton. O roteiro foi baseado numa história escrita por Caroline Thompson e pelo próprio Burton, que também produziu o filme em parceria com Denise Di Novi. Os papéis principais foram interpretados por Johnny Depp, Winona Ryder, Dianne Wiest, Anthony Michael Hall, Kathy Baker, Vincent Price e Alan Arkin. O enredo gira em torno de Edward (Depp), um humanoide artificial inacabado que tem tesouras no lugar das mãos. Ele é acolhido por uma família suburbana e se apaixona por Kim (Ryder), a filha adolescente deles.
O diretor concebeu a ideia central do filme na juventude, enquanto crescia num subúrbio em Burbank, na Califórnia. Durante a pré-produção de Beetlejuice (1988), Thompson foi contratada para adaptar a história de Burton em um roteiro para cinema. Depois que a Warner Bros. se recusou a produzi-lo, o longa-metragem começou a ser desenvolvido pela 20th Century Fox, que acelerou o projeto após o sucesso comercial de Batman (1989), filme anterior de Burton. Edward Scissorhands é o primeiro filme da parceria entre Burton e Depp, a quarta colaboração entre o cineasta e o compositor Danny Elfman, além de ter marcado o último papel cinematográfico de Vincent Price. A maior parte das filmagens foi realizada na área da baía de Tampa, na Flórida.
Edward Scissorhands obteve aclamação da crítica e foi um sucesso financeiro, arrecadando mais de quatro vezes seu orçamento de 20 milhões de dólares. Recebeu indicações ao Oscar, Prêmios da Academia Britânica de Cinema e Prêmios Saturno, vencendo o BAFTA de melhor design de produção, o Hugo de melhor apresentação dramática e o Saturno de melhor filme de fantasia. Tanto Burton quanto Elfman consideram-no o seu trabalho mais pessoal e favorito. Descrito como um conto de fadas moderno, o filme aborda temas como a exclusão, a autodescoberta e o confronto entre a fantasia e o conformismo. Lançou a carreira de Depp e associou definitivamente Burton à subcultura gótica. Desde o seu lançamento, tornou-se uma produção cult, sendo listado em diversas publicações como um dos melhores filmes de Burton, da década de 1990 ou do cinema em geral.

## Enredo
Antes de dormir, uma garotinha pergunta à sua avó como surgiu a neve. A idosa conta a história de Edward, um rapaz com tesouras no lugar das mãos que vivia sozinho numa mansão sombria no topo de uma colina. Ele foi criado por um inventor que morreu antes de conceder-lhe mãos humanas. Certo dia, Peg Boggs, uma vendedora local da Avon, vai à mansão, encontrando Edward e um jardim repleto de belas topiárias. Compadecida com o rapaz, ela decide levá-lo para passar um tempo na casa dela, com sua família.
A chegada de Edward agita a vizinhança de Peg, especialmente suas vizinhas fofoqueiras. As habilidades de Edward como esculpir cercas-vivas, tosar cães e criar cortes de cabelo diferenciados impressionam a todos. Ele se apaixona pela filha mais velha de Peg, Kim, que inicialmente o rejeita, mas logo enxerga algo especial nele. O namorado possessivo dela, Jim, decide assaltar a própria casa e convence Edward a usar suas lâminas de tesoura para arrombar as portas. Quando entram na casa, um alarme dispara. Jim escapa com Kim. Ela não quer abandonar Edward, que fica sozinho e é levado pela polícia.
Peg e seu marido Bill intercedem e Edward é liberado, mas todo o bairro se volta contra ele. Enquanto esculpe uma peça de gelo na noite de Natal, Edward fere acidentalmente a mão de Kim e Jim acusa-o de atacá-la, chamando-o de aberração. Edward vai embora, farto de ser incompreendido. Ele salva Kevin, o irmão mais novo de Kim, de um atropelamento, mas acaba machucando o rosto do menino. Os vizinhos perseguem Edward, que foge para a mansão na colina, onde pouco depois chegam Kim e Jim.
Jim tenta matar Edward que, em autodefesa, perfura-o no abdome. Jim cai do alto da janela e morre. Kim declara seu amor por Edward e eles se despedem. Para evitar a prisão de Edward, Kim anuncia aos vizinhos que ele e Jim mataram-se um ao outro. Ela mostra uma tesoura reserva de Edward como prova da morte dele. A avó termina a história e revela ser Kim, afirmando que não pretende rever Edward por preferir que ele se lembre dela como ela era antes. A neta pergunta-lhe se Edward ainda está vivo. Kim não tem certeza, mas diz que nunca havia nevado na cidade antes de ele aparecer. Na colina, Edward faz esculturas gélidas cujas lascas se espalham como flocos de neve no ar.

## Elenco
Este é o elenco principal do filme, conforme descrição do American Film Institute:
- Johnny Depp como Edward
- Winona Ryder como Kim Boggs
- Dianne Wiest como Peg Boggs
- Anthony Michael Hall como Jim
- Kathy Baker como Joyce
- Robert Oliveri como Kevin Boggs
- Conchata Ferrell como Helen
- Caroline Aaron como Marge
- Dick Anthony Williams como Oficial Allen
- O-Lan Jones como Esmeralda
- Vincent Price como o Inventor
- Alan Arkin como Bill Boggs

## Produção

### Desenvolvimento e roteiro

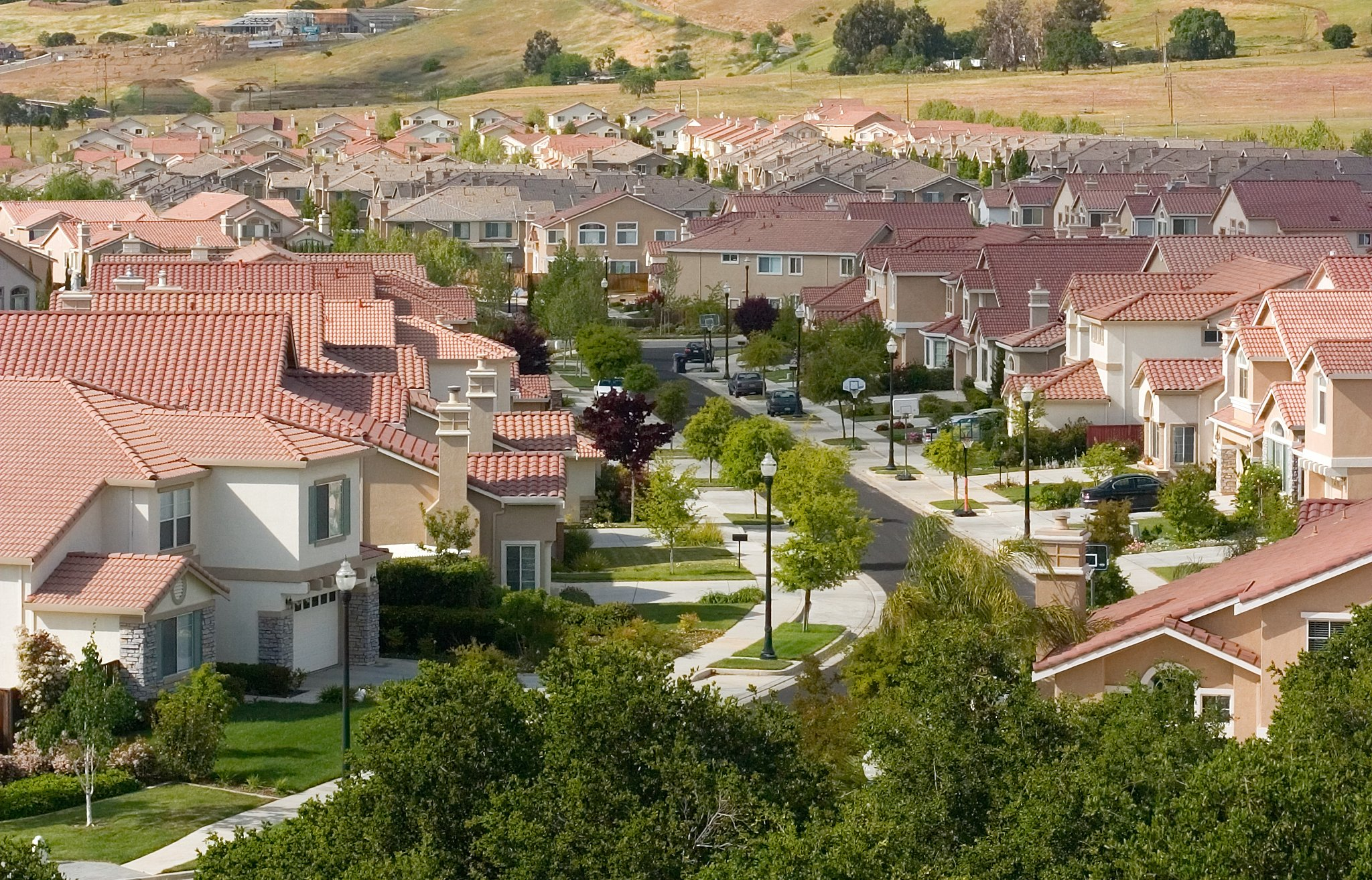
Um típico subúrbio residencial estadunidense, aqui na cidade de San José, na Califórnia.

O projeto se originou em 1986, logo após a estreia bem-sucedida de Pee-wee's Big Adventure (1985), o primeiro longa-metragem dirigido por Tim Burton. O conceito surgiu a partir de um personagem que Burton desenhou quando ainda era adolescente. A ilustração representava um rapaz magro, solene, de cabelos desgrenhados e com lâminas compridas e afiadas no lugar dos dedos. Burton fez esse desenho como uma maneira de expressar seus sentimentos de isolamento e incapacidade de se comunicar com os outros moradores do subúrbio californiano de Burbank, onde ele residia na época. A respeito de sua vivência nessa localidade, Burton relatou: "Havia algo estranho pairando naquela cidade. As pessoas eram amigáveis, mas apenas superficialmente. Como se fossem forçadas a agir assim". Ele também comentou que se sentia sozinho na maior parte do tempo e costumava ter problemas para manter amizades: "Eu tinha a sensação de que, por algum motivo, as pessoas achavam melhor ficar longe de mim, não sei exatamente por quê".
Em 1987, enquanto Burton trabalhava na pré-produção de Beetlejuice, ele contratou a romancista Caroline Thompson para escrever o roteiro de Edward Scissorhands com base num esboço de história elaborado por ele. Antes de trabalharem juntos, Burton e Thompson eram ambos representados pela mesma agência e foram encorajados a se encontrarem para almoçar. A afinidade entre eles foi imediata. Nas palavras da escritora: "Avaliaram corretamente que tínhamos ideias estranhas sobre o mundo". Burton ficara impressionado com o primeiro romance de Thompson, First Born, que contava a história de um feto abortado que voltava à vida. O diretor acreditava que esse romance continha a mistura de elementos fantásticos e psicológicos que ele queria destacar em seu filme. Thompson observou que "cada detalhe era muito importante para Tim por ser algo muito pessoal". Ela escreveu o roteiro como um "poema de amor" para o cineasta, a quem ela se referiu como "a pessoa mais articulada que eu conheço, embora seja incapaz de construir uma única sentença".
Burton começou a desenvolver o filme com a Warner Bros., com quem realizou Pee-wee's Big Adventure, Beetlejuice e Batman. No entanto, dois meses depois, a empresa vendeu os direitos do longa para a 20th Century Fox. O desinteresse da Warner levou o cineasta a fundar sua própria produtora, a Tim Burton Productions, em parceria com sua amiga e ex-jornalista Denise Di Novi, que presidiria a empresa até 1992. Edward Scissorhands foi o primeiro filme produzido por Burton. A Fox concordou em financiar o projeto, concedendo a Burton o controle criativo absoluto. O orçamento foi estimado em cerca de oito ou nove milhões de dólares. Para escrever o roteiro, Burton e Thompson inspiraram-se em filmes de terror da Universal como The Hunchback of Notre Dame (1923), The Phantom of the Opera (1925), Frankenstein (1931) e Creature from the Black Lagoon (1954), além de King Kong (1933) e contos de fadas como Pinocchio e La Belle et la Bête. Sobre a elaboração do roteiro, Thompson pontuou:
| “ | Uma noite, enquanto bebíamos, Tim me contou sobre um desenho que ele fez no ensino médio de um personagem que tinha tesouras no lugar das mãos, e eu soube instantaneamente o que fazer com aquela imagem. Então, escrevi um tratamento de 70 páginas durante cerca de três semanas e o entreguei a ele. E esse é basicamente o filme que acabamos fazendo. [...] Penso em cada roteiro que escrevi como uma espécie de filme de terror triste. Todo mundo se sente um estranho. Essa é a história que contávamos, que é o tipo de história à qual as pessoas ainda respondem. | ” |

Thompson afirmou que a principal inspiração para a personalidade de Edward veio de Ariel, um amigável cachorro de estimação que ela teve. Os demais personagens foram baseados em pessoas que Thompson conhecia: Peg foi inspirada em sua própria mãe, que costumava trazer estranhos para morar em casa com a família; o excêntrico Bill, em seu próprio pai; a irônica Kim, em sua amiga Lori; e o arrogante Jim, em um namorado "caloteiro" e "valentão" de Lori. Burton admitiu que muitas características do protagonista conectavam-se com ele de uma maneira "muito forte", entretanto o cineasta negou que Edward fosse um autorretrato seu: "Seria muito pretensioso da minha parte. Eu não faria isso. Eu precisava olhar para Edward e conseguir rir dele". O diretor pretendia inicialmente filmar um musical, algo "grandioso e operístico", mas desistiu dessa ideia. Paralelamente, o enorme sucesso de Batman tornou Burton um diretor proeminente, proporcionando-lhe a oportunidade de fazer qualquer filme que quisesse. Assim, em vez de começar a trabalhar na sequência Batman Returns (1989), como a Warner gostaria, ele optou por dirigir Edward Scissorhands para a Fox.

### Escolha do elenco

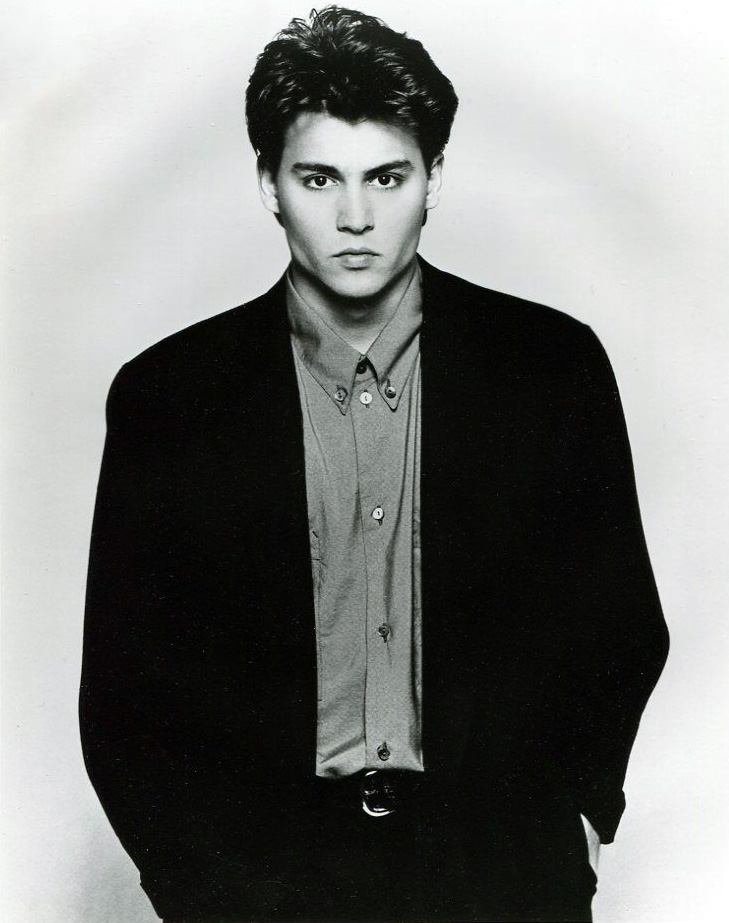
Depp em foto promocional de 21 Jump Street, série na qual atuou entre 1987 e 1990. Ele viu no filme a chance de se afastar da imagem de "ídolo adolescente" que a série lhe proporcionava na época.

Vários atores foram considerados durante a etapa de escalação do intérprete de Edward. Os executivos da Fox insistiram inicialmente numa contratação de Tom Cruise. Este não correspondia ao ideal almejado por Burton, mas mesmo assim o cineasta concordou em abordá-lo. O diretor ainda chegou a considerá-lo uma opção "interessante" para o papel, mas o ator desistiu do projeto. Segundo Burton, Cruise pediu um final "mais feliz" para a história e levantou muitas questões sobre Edward, incluindo sua preocupação com a "falta de virilidade" do personagem. Tom Hanks e Gary Oldman também recusaram o papel. Hanks preferiu trabalhar na comédia satírica The Bonfire of the Vanities (1990) enquanto Oldman achou a história absurda, apesar de tê-la entendido depois de assistir a "literalmente dois minutos" do filme completo. Jim Carrey, William Hurt, Robert Downey Jr. e John Cusack também foram cogitados, com Thompson defendendo a escolha deste último. Michael Jackson expressou bastante interesse e até fez campanha para ser escalado como o protagonista, mas Burton ignorou os apelos do músico.
O roteiro chegou então a Johnny Depp, cuja carreira estava em ascensão na época. Desde sua estreia no cinema em A Nightmare on Elm Street (1984), ele já havia atuado em filmes como Platoon (1986) e Cry-Baby (1990). No final da década de 1980, estrelava a série 21 Jump Street e viu em Edward Scissorhands a oportunidade de se livrar da imagem de "ídolo adolescente" associada ao seu papel na série. Depp relatou que "chorou como um recém-nascido" ao ler o roteiro, pois encontrou conexões pessoais e emocionais com a história. Burton, que não tinha visto os trabalhos anteriores de Depp, reuniu-se com ele em abril de 1989, no Bel Age Hotel em Los Angeles. Depp sentia que suas chances eram mínimas devido à concorrência de artistas mais famosos, porém Burton não hesitou em escolhê-lo. O diretor explicou: "os olhos dele me chamaram a atenção, é um elemento muito importante para mim, e o visual de Edward seria algo crucial, já que ele é um personagem quase mudo". Em preparação para o papel, Depp assistiu a muitos filmes de Charlie Chaplin para estudar a ideia de transmitir sentimentos sem diálogos.
Burton escolheu Winona Ryder para o papel de Kim Boggs devido à colaboração positiva que teve com ela em Beetlejuice. Ryder era namorada de Depp na época, porém, como o diretor inicialmente ignorava esse fato, a escalação dela como par romântico do protagonista foi uma coincidência. Drew Barrymore fez o teste para o papel anteriormente. Apesar de Ryder ter sido a primeira integrante do elenco a ser incluída no projeto, Dianne Wiest foi a primeira a assinar, recebendo o papel de Peg Boggs, a mãe de Kim. Burton comentou: "Dianne, em particular, foi maravilhosa. Ela foi a primeira atriz a ler o roteiro, a apoiá-lo completamente e, por ser tão respeitada, uma vez que ela deu seu selo de aprovação, outros logo se interessaram. Por vários motivos, ela foi meu anjo da guarda". Crispin Glover fez o teste para o papel de Jim, o namorado de Kim, antes de Anthony Michael Hall ser escolhido. Esse papel de vilão atlético marcou um novo momento na carreira de Hall, cuja imagem estava associada a personagens geeks, franzinos e heroicos de filmes como Sixteen Candles (1984), The Breakfast Club (1985) e Weird Science (1985).
Kathy Baker, conhecida por seus papéis dramáticos, viu sua personagem Joyce, a vizinha que tenta seduzir Edward, como uma oportunidade perfeita para entrar na comédia. Alan Arkin, escalado como Bill Boggs, admitiu que sua primeira leitura do roteiro o deixou "um pouco perplexo", ressaltando: "Nada realmente fazia sentido para mim até eu ver os cenários. A imaginação visual de Burton é extraordinária". O papel do inventor e criador de Edward foi escrito especificamente para um grande ídolo de infância de Burton, Vincent Price, de quem o cineasta se tornou amigo após as filmagens do curta-metragem Vincent (1982). Edward Scissorhands foi o último trabalho cinematográfico de Price antes de sua morte em 1993. Robert Oliveri, que tinha aparecido recentemente no longa Honey, I Shrunk the Kids (1989) e no telefilme Let's Get Mom (1989), foi escalado como Kevin, o irmão de Kim. Nick Carter, que futuramente integraria a banda Backstreet Boys, teve uma curta aparição numa cena do começo do filme.

### Locações e ambientação
Burton cogitou a Carolina do Sul e Irving, no Texas, como cenários para o subúrbio fantasioso onde se passa a maior parte do filme, que pedia "um bairro dos anos 1950 com calçadas em ambos os lados da rua e pouca ou nenhuma vegetação". A própria cidade de Burbank também foi considerada, mas Burton acreditava que a localidade havia se alterado muito desde a infância dele. Assim, ele escolheu filmar na área da baía de Tampa, na Flórida, para ficar longe de Hollywood e porque os subúrbios residenciais daquela região se assemelhavam aos de sua juventude na Califórnia. As filmagens foram realizadas no Condado de Pasco e arredores, com locações nas cidades de Lutz, Land O' Lakes, Wesley Chapel, Dade City e Lakeland. Cerca de 50 famílias alugaram suas casas para a produção, autorizando a equipe a alterar a decoração interior e exterior de cada residência; em função disso, os moradores tiveram que ser realocados temporariamente para um hotel próximo. Posteriormente, a produção foi transferida para um estúdio em Los Angeles, onde foram filmadas as cenas ambientadas nos interiores sombrios e de aparência medieval da mansão de Edward.

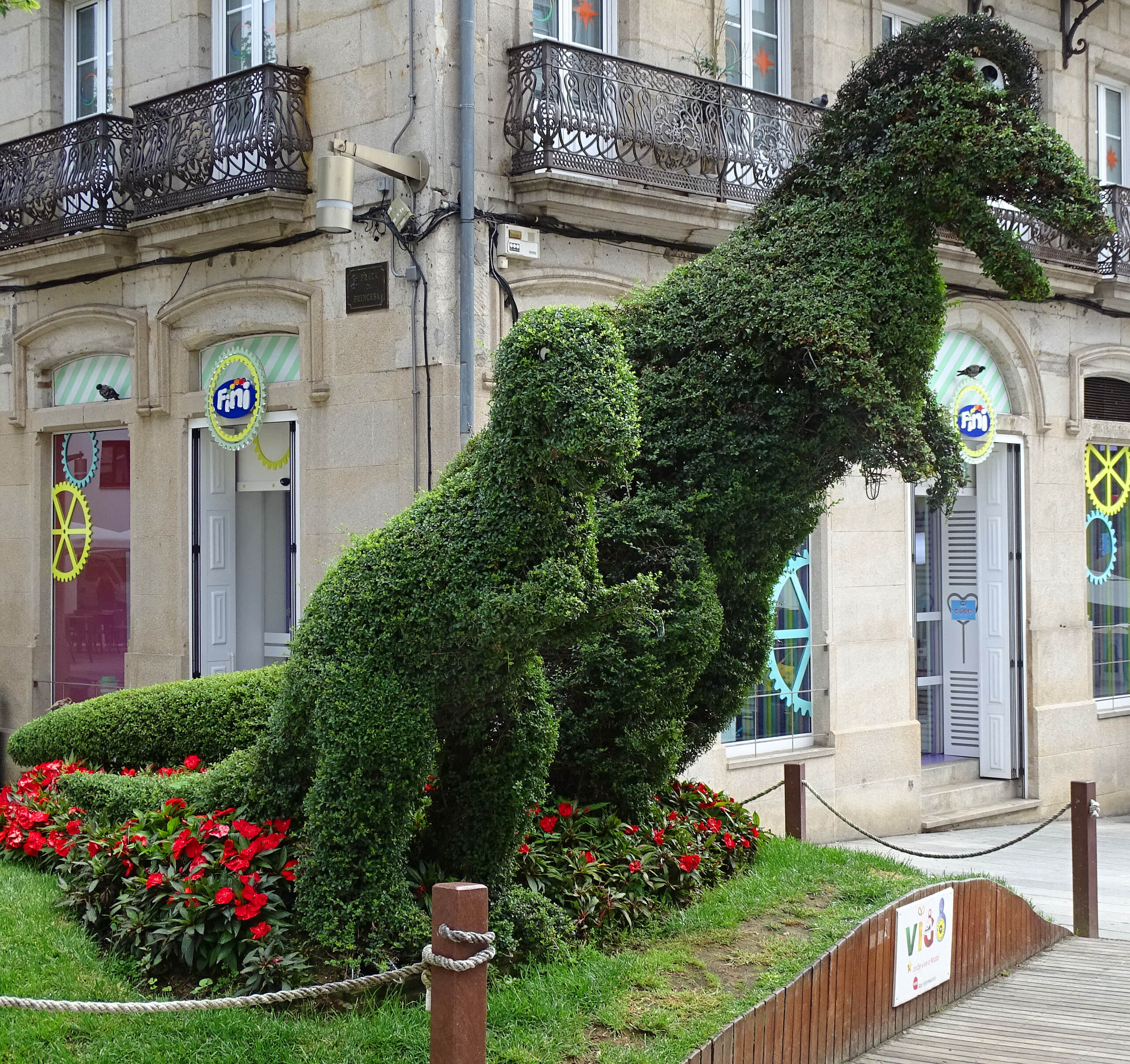
Topiárias reais representando dinossauros, semelhantes às criadas por Edward, que é exímio nessa arte. As peças do filme, porém, eram feitas com vegetação artificial e estruturas de aço.

Para os cenários da casa e vizinhança da família Boggs, foram escolhidas residências no bairro Carpenters Run, em Lutz. Nessa área, a equipe encontrou, nas palavras do designer de produção Bo Welch, "um tipo de subúrbio genérico e simples, o qual tornamos ainda mais sem personalidade pintando todas as casas em tons pastéis desbotados e reduzindo o tamanho das janelas para torná-lo um pouco mais paranoico". Welch e sua equipe projetaram o bairro de modo a transmitir ao espectador uma sensação de estar vendo o cenário através dos olhos de Edward. Para isso, era necessário combinar o mundo sombrio do protagonista com a representação ensolarada e idealizada do subúrbio, o que não era uma tarefa fácil. Welch relatou: "Um dos maiores desafios que tive foi casar as duas estéticas visuais distintas do filme. Levei um tempo para entender isso. O atrito entre essas duas estéticas dentro de um único quadro é emocionante".
O elemento-chave para unificar o visual do bairro foi a decisão de Welch de repintar cada uma das casas com uma entre quatro cores pré-determinadas, as quais ele descreveu como "verde espuma do mar, carne suja, manteiga e azul sujo". Além disso, as casas foram decoradas com detalhes que remetiam à cultura pop dos anos 1960, houve a remoção de arbustos e árvores que Burton não gostava e todos os carros receberam uma paleta uniforme que não revelava nada sobre o local ou a época em que a história se passava. A fachada da mansão gótica, com quatro andares e mais de 25 metros de altura, foi construída numa fazenda em Dade City e depois adicionada à paisagem do subúrbio por meio de efeitos especiais. Os interiores da edificação, construídos no estúdio californiano, incluíam estátuas de aspecto fantasmagórico e uma grande escadaria suspensa. Uma propriedade do centro comercial de Southgate, em Lakeland, serviu como cenário para o registro da sequência, crucial para a trama, em que Joyce tenta seduzir Edward.
As topiárias gigantes esculpidas pelo protagonista, que representam cisnes, dinossauros, renas, golfinhos, bailarinas e vários outros animais e figuras, foram projetadas pelo paisagista Dan Ondrejko, que futuramente trabalharia na produção de Jurassic Park (1993). Para criar as obras de Edward, ele contou com a colaboração de jardineiros que tinham experiência na construção de enormes topiárias encontradas nos parques temáticos da Disney. As esculturas do filme não eram construídas com vegetação real: para cada uma delas, a equipe de Ondrejko moldava uma armação com vergalhões seguindo o formato da figura desejada; posteriormente, a armação era coberta com uma elaborada tela de arame sobre a qual uma camada composta por tinta verde, diferentes tipos de seda e vegetação de plástico era meticulosamente aplicada.

### Filmagens e efeitos
A rodagem do filme durou mais de três meses, entre 26 de março e 19 de julho de 1990. As filmagens na baía de Tampa geraram centenas de empregos temporários na região e injetaram mais de quatro milhões de dólares na economia local. A equipe planejava incialmente filmar os interiores da mansão gótica na Universal Studios Florida, em Orlando, porém os custos de moradia e problemas logísticos levaram os cineastas a transferirem a produção para um estúdio da Fox em Los Angeles. Os principais efeitos especiais foram providenciados por Stan Winston, que já havia trabalhado em Aliens (1986) e Predator (1987) e que colaboraria novamente com Burton ao criar os efeitos de maquiagem do vilão Pinguim em Batman Returns.. O departamento de maquiagem de Edward Scissorhands foi liderado por Ve Neill, marcando a segunda colaboração da artista com Burton após Beetlejuice, filme pelo qual ela venceu o primeiro de seus três Oscars. A  pós-produção também foi realizada no estúdio da Fox.

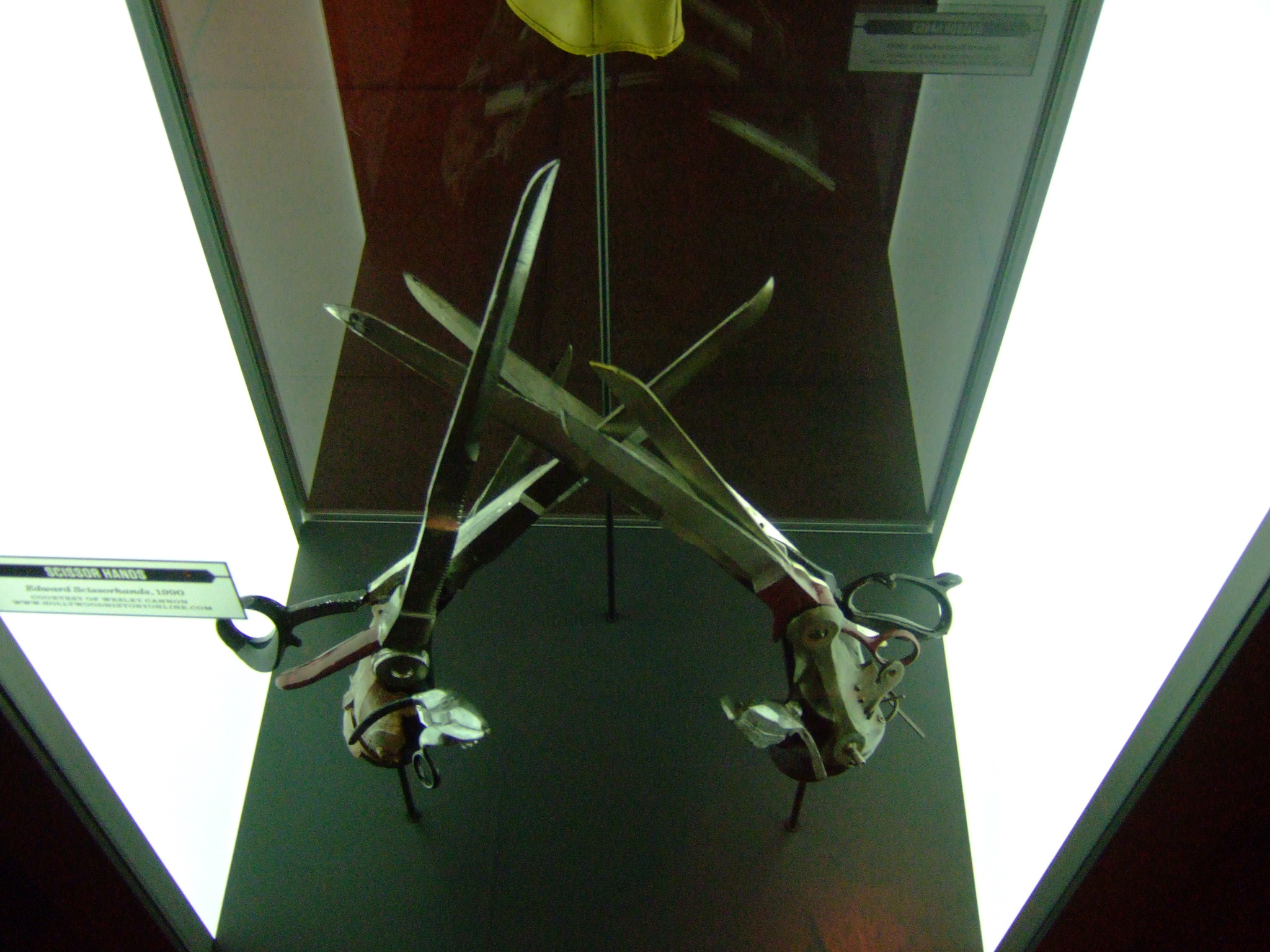
As tesouras usadas no filme expostas no Museu da Cultura Pop.

Winston projetou as "mãos de tesoura" com base num desenho feito por Burton. O especialista criou lâminas de aço e próteses com duplicatas de plástico que passaram por um processo de termoformagem para "parecerem cromadas". Cada lâmina tinha cerca de 25 centímetros de comprimento, e Depp usou as versões de metal e de plástico nas filmagens. A figurinista Colleen Atwood se inspirou na era vitoriana para elaborar o traje de Edward, que deveria proporcionar uma imagem "pré-fabricada" ao personagem. A indumentária foi confeccionada com materiais como látex, couro, fita, vinil, cintos de couro afivelados e pedaços de um sofá velho. Burton disse que o visual "alienado" de Edward "mistura O Vagabundo de cara branca de Charlie Chaplin e o Frankenstein à la Mel Brooks". O penteado retrô e as peças de couro foram inspirados pelo estilo punk de artistas como Robert Smith, da banda The Cure, bastante admirada por Burton. A maquiagem de pele pálida, os lábios escuros e o cabelo desgrenhado são elementos que, segundo uma publicação da AnOther Magazine, seriam uma "representação perfeita da estética grunge da década de 1990".
A maquiagem levava duas horas para ser aplicada em Depp, enquanto o tempo necessário para a colocação de seu traje era de 45 minutos. Além disso, ele precisava passar mais uma hora com o cabeleireiro todos os dias. As lâminas de plástico rígido eram presas a luvas flexíveis de uretano, com cada dedo capaz de ser movido independentemente. Depp levou as luvas para casa para praticar o uso antes das filmagens e, com o tempo, adquiriu a habilidade necessária para controlar seus "dedos estendidos". Mesmo assim, ele acidentalmente perfurou o braço de Hall com uma das lâminas durante o registro de uma cena noturna, embora o ferimento não tenha sido grave. Apesar do calor da Flórida, não houve preocupação em fornecer ventilação no traje de Depp, o que causou crises de desconforto no ator nas primeiras etapas das filmagens; ele chegou a desmaiar de exaustão ao filmar a cena em que o personagem corre de volta para casa. Em outro incidente, Depp passou mal depois das cerca de 20 tomadas da cena na qual os vizinhos alimentam Edward com várias porções de comida caseira.
Depp decidiu suprimir diversas falas de seu personagem, acreditando que este deveria falar o mínimo possível por não ser "nem humano nem robô", bem como pela influência do cinema mudo de Chaplin em sua interpretação. Dessa forma, Edward diz apenas 169 palavras ao longo do filme. Ryder comentou que Depp interpretava Edward como uma criança pequena, "com a honestidade de alguém que não sabe como fingir". A princípio, essa atuação "contida e quase vazia" de Depp preocupou Burton; todavia, o diretor se surpreendeu e aprovou totalmente o desempenho dele depois de conferir os primeiros resultados das filmagens. Burton se divertia com o fato de Kim ser uma líder de torcida, tipo de personagem com o qual Ryder dizia não se identificar, além de o papel exigir dela o uso de uma peruca loura. Sobre o relacionamento de Depp e Ryder, Burton disse que ambos prezavam o profissionalismo e que o fato de serem um casal na vida real ajudou a fortalecer o romantismo do filme. Quanto a Price, seu personagem deveria ter uma participação maior na trama, porém os problemas de saúde do veterano ator ocasionaram uma diminuição significativa do seu papel.

### Música
A intenção inicial de Burton era filmar Edward Scissorhands como um musical, pois ele acreditava que o público aceitaria melhor a história "bizarra" se ela incluísse músicas, uma vez que filmes desse estilo geralmente contêm elementos fantásticos. Thompson relatou: "Então, no meu tratamento original, havia interlúdios musicais reais, incluindo letras. Uma das canções se chamava "I Can't Handle It"." Entretanto, o diretor descartou rapidamente essa ideia ao perceber como o conceito poderia facilmente se tornar kitsch. Smith foi convidado para criar a trilha sonora, porém ele recusou a proposta por estar ocupado com a gravação de seu oitavo álbum com o The Cure, Disintegration (1989). Assim, a música do filme ficou a cargo do compositor Danny Elfman, em sua quarta colaboração com Burton.
Elfman cita a partitura de Edward Scissorhands como seu trabalho de composição favorito. Ele se inspirou na obra de Piotr Ilitch Tchaikovski, particularmente no balé O Quebra-Nozes (1892), para criar as canções instrumentais do filme. Essa influência pode ser mais claramente notada no tema que toca na sequência em que Edward esculpe um bloco de gelo no jardim e Kim fica maravilhada com as lascas que caem da escultura. Cordas, celesta e, principalmente, corais infantis e femininos alicerçam os instrumentais. A partitura foi gravada com uma orquestra de 79 músicos regida por Shirley Walker e orquestrada por Steve Bartek. A atriz O-Lan Jones, intérprete da cristã fanática Esmeralda, fez um arranjo para órgão e tocou esse instrumento em cena. Três canções de Tom Jones também foram usadas no filme: "Delilah", "With These Hands" e "It's Not Unusual", sendo esta última reutilizada em Mars Attacks! (1996), outro longa de Burton e Elfman.
Um álbum com a trilha sonora foi lançado em 11 de dezembro de 1990 pela MCA Records e alcançou a 174.ª colocação na Billboard 200 em 1991. Christian Clemmensen, do FilmTracks, comentou que a trilha "será para sempre notada como um grande destaque tanto da carreira [de Elfman] quanto da música cinematográfica dos anos 1990". Em resenha no AllMusic, que atribuiu 4,5 de cinco estrelas ao álbum, Peter Fawthrop elogiou o trabalho de Elfman como um fator essencial para o sucesso da produção: "O conceito [...] é certamente estranho e possivelmente risível. O filme poderia, de fato, ter sido interpretado como pura farsa se não fosse pela arte de Elfman. Enquanto muitos filmes usam a trilha musical como a "cola" ou borda da história, Elfman satura cada pedaço de Scissorhands para que seja tanto arte dele quanto do diretor".

## Temas e análises

### Estilo gótico e simbolismos
O pesquisador Michael L. Issitt, que estuda a comunidade gótica e outros grupos sociais marginalizados, afirma que Edwards Scissorhands "é tão cheio de simbolismo que o enredo quase fica em segundo plano". O autor considera que Burton criou uma "fábula de alteridade gótica"  que descreve a busca adolescente por identidade a partir de uma interpretação literal do isolamento adolescente: os dedos do jovem são lâminas afiadas como navalha que o condenam a permanecer sozinho ou destruir qualquer coisa com um simples toque. O próprio Burton reconheceu que entre os principais temas do filme estão o isolamento e a autodescoberta. Em uma entrevista para a MTV, o cineasta referiu-se a Edward como um símbolo da sensação, experenciada por ele em sua própria adolescência, de falta de conexão com as outras pessoas.

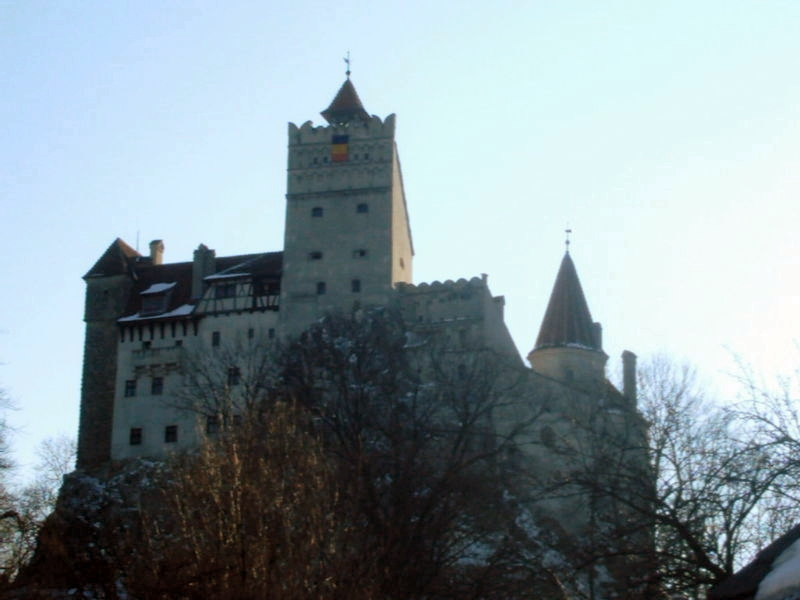
Um castelo de aspecto gótico semelhante ao habitado por Edward no filme. Burton associa esse tipo de construção à solidão e ao isolamento.

Para Burton, a tesoura simboliza, simultaneamente, o lado destrutivo e o criativo de Edward. Issitt destaca que o diretor "usou uma estética muito gótica para seu herói", equipando-o "com cabelos pretos espetados emoldurando um rosto branco doentio, contrastando com olheiras e anéis escuros nos lábios", além de vesti-lo com roupas pretas esfarrapadas com calças justas, aspectos marcantes da moda gótica entre os anos 1980 e o início da década de 1990. Segundo Alex Arabian, da SlashFilm, o traje tem inspiração steampunk de modo a criar um  visual marcante para Edward, destacando-o entre os moradores padronizados do bairro.
O protagonista é encontrado morando sozinho no sótão de um castelo gótico, dois cenários que o diretor associa à solidão, usando-os frequentemente como morada de outros personagens em seus filmes. O clímax é semelhante às sequências finais de Frankenstein (1931), de James Whale, e Frankenweenie (1984), do próprio Burton: uma multidão confronta a "criatura maligna", neste caso, Edward, em um castelo. O fato de Edward ser incapaz de consumar seu amor por Kim devido à aparência dele pode ser visto como uma influência de La Belle et la Bête. Arabian observa que o filme se passa numa época indefinida, havendo indícios de estar ambientado na sociedade suburbana estadunidense do pós-guerra dos anos 1950, incluindo a citação à Avon (empresa popularizada nas décadas de 1950 e 1960), conjuntos habitacionais uniformes, as velhas peruas combinadas dos vizinhos e as tomadas aéreas dos carros saindo simultaneamente de suas entradas de veículos. Entretanto, também estão presentes tecnologias e vestimentas mais modernas, como o VW dos anos 1970 dirigido por Jim, a sala de entretenimento de alta tecnologia e o sistema de alarmes na casa do pai de Jim, além de um boné da década de 1980 usado por Edward.
Burton usou o castelo como uma reação às casas suburbanas. Ele fala do subúrbio como um lugar onde não há história, cultura ou paixão. Quanto ao estilo de vida, haveria apenas duas opções para os moradores: conformar-se à norma, sacrificando parte de sua personalidade, ou desenvolver uma vida interior tão forte ao ponto de sentir-se diferente. Burton explica, entretanto, que esse cenário "não é um lugar ruim" mas sim "estranho" e "com muita integridade", ressaltando que ao criá-lo tentou equilibrar-se "na linha tênue de torná-lo divertido e estranho sem julgamento". Kim decide deixar seu namorado atéltico, Jim, para ficar com Edward, um evento que foi postulado como a vingança de Burton contra atletas que ele conheceu quando adolescente no subúrbio de Burbank. Jim é posteriormente morto pelo protagonista, uma cena que chocou vários espectadores que sentiram que o momento alterava radicalmente o tom do filme. Burton, por sua vez, descreveu essa cena como uma "fantasia de colégio". Arabian enxerga na ambientação suburbana uma provocação ao capitalismo e à superficialidade urbana, correlacionada a questões complexas sobre mudanças econômicas e sociais observadas no período da Reaganomics, tais como a "evolução da gentrificação branca-americana na forma de shopping centers e consumo em massa". Para o autor, a figura de Edward pode ser vista como a representação do proletariado esquecido, enquanto os moradores suburbanos representariam a burguesia moralmente corrompida.

### Outras interpretações

Kim encanta-se com a "neve artificial" que cai de uma escultura de gelo feita por Edward, um exemplo de cena que sugere fuga do conformismo e o uso da neve como símbolo da influência de Edward sobre o mundo convencional do subúrbio.

O filme segue uma estrutura de conto de fadas com um prólogo e um epílogo nos quais uma idosa conta a história à sua neta, o que reforça arquétipos da ficção gótica e do expressionismo alemão. Thomas Bourguignon, da Positif, vê o filme como um conto de fadas moderno no qual o herói deve emergir do seu isolamento através de uma jornada de iniciação para alcançar sua metamorfose (o traje de Edward pode ser comparado à crisálida de uma borboleta). Peg faz o papel da "fada gentil que tenta ajudar Edward a encontrar seu lugar entre os humanos, usando como varinha mágica um simples pincel cosmético", Kim representa "a linda princesa a ser conquistada" e as amigas de Peg são as "bruxas malvadas cujas reuniões telefônicas parecem tecer uma teia de males". Contudo, diferente do conto de fadas clássico, Edward não consegue se metamorfosear. Ele usa sua arte para se integrar gradualmente, primeiro trabalhando com plantas, depois com animais e pessoas, até ser rejeitado e trabalhar no mineral, "o gelo, símbolo de pureza, mas também de imobilidade". Por carecer de iniciação sexual, ele cria em vez de procriar, "fertilizando, assim, mentes em vez de corpos" ao trazer "a beleza e a pureza capazes de criar um novo mundo". Sua função não é integrar-se no mundo, mas permanecer à parte, simbolizando a autodescoberta de uma vocação artística. Segundo o historiador francês Antoine de Baecque, no filme a "ansiedade urbana" moderna é vista do ângulo único do conto de fadas e os camponeses do século XVII surgem na forma de suburbanos americanos. Eles tentam conformar Edward ao seu padrão de vida e começam a tratá-lo com intolerância ao perceber que fracassaram.
Para Alexandre Tylski, da revista online Cadrage, o filme tem momentos de "puro expressionismo" e trata da "justaposição entre o conformismo e o fantasioso": o encontro entre os habitantes de um súburbio convencional e um jovem criativo isolado da sociedade. A oposição entre esses dois mundos é acentuada pelo contraste entre o castelo gótico de Edward e o bairro residencial próximo, onde as casas parecem iguais. O buraco no telhado do castelo seria uma alegoria da "ferida aberta na personalidade" de Edward, condenado à reclusão por ser diferente. Ele compensa o sofrimento com uma criatividade ilimitada, esculpindo vegetação e gelo. Tylski considera o olhar, sobretudo o de Burton sobre os personagens, como outro tema importante da obra. Edward, de poucas palavras, transmite sentimentos através do olhar. Assim, ao ser entrevistado na televisão e questionado se tem namorada, ele permanece em silêncio, mas seus olhos, mediante um "efeito de espelho inédito", encontram os de Kim através da tela do televisor. Ao morrer, o inventor exibe um olhar horrorizado "seja pela consciência da própria morte ou pela consciência repentina de ter criado um ser inacabado". Arabian comenta que o filme utiliza a neve como um símbolo da influência de Edward na comunidade, mesmo após ser rejeitado por ela. Bourguignon diz que a sátira do conformismo é visível na estereotipação dos personagens. Tal como o "trabalho linear realizado na mansão por máquinas com formas humanas, cada indivíduo parece programado, o seu lugar atribuído, a sua função determinada no processo social". Kim escapa graças ao poder libertador do amor, única força capaz de "nos tornar únicos".

## Distribuição

### Lançamento

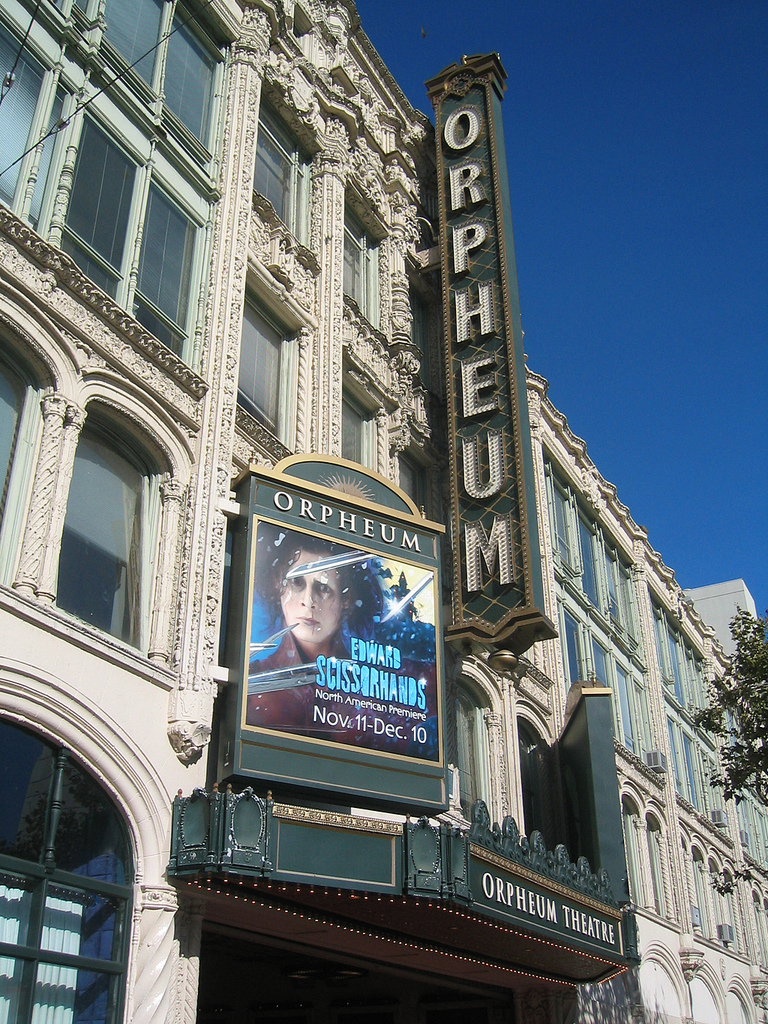
Cartaz do filme na fachada de um cinema em São Francisco, Califórnia.

Ao término das filmagens, os executivos da 20th Century Fox ficaram tão receosos com a possibilidade de o visual de Edward afastar o público que tentaram manter em segredo as imagens de Depp em traje completo até o lançamento do filme. Essa preocupação, no entanto, mostrou-se desnecessária, visto que as exibições teste foram encorajadoras, levando Joe Roth, presidente da Fox na época, a considerar que o longa deveria ser comercializado na escala de "um blockbuster do tamanho de E.T.". No entanto, ele desistiu de promover o filme agressivamente nessa direção, argumentando: "Temos que deixá-lo encontrar seu lugar. Queremos ter o cuidado de não extrapolar o filme para fora do seu universo". Edward Scissorhands teve lançamento limitado em nove cidades dos Estados Unidos em 7 de dezembro de 1990. A estreia nacional no território estadunidense ocorreu em 14 de dezembro do mesmo ano, com a exibição incialmente expandida para 800 cinemas; se o lançamento fosse bem-sucedido, outros 400 salas seriam adicionadas no dia de Natal.

### Mídia doméstica
Edward Scissorhands começou a ser distribuído no mercado de vídeo caseiro, no formato VHS, em 1991. Foi disponibilizado em DVD em 5 de setembro de 2000 na região 1 e 25 de outubro do mesmo ano na região 2. Esta foi a primeira versão em mídia doméstica a trazer o filme com a imagem aprimorada para televisores widescreen e incluiu comentários em áudio de Burton e Elfman, algumas filmagens de bastidores, vários trechos de entrevistas com membros da equipe e do elenco, trailers, comerciais para televisão e uma seção de arte conceitual com os esboços originais de Burton retratando Edward. A primeira versão em Blu-ray foi lançada em 9 de outubro de 2007, uma edição que apresentou o filme na resolução 1080p, mas que não apresentou nenhum suplemento adicional em comparação com a versão em DVD. Em outubro de 2015, para comemorar o vigésimo quinto aniversário da obra, a Fox Home Entertainment lançou uma edição especial em Blu-ray com uma transferência remasterizada para 4K. O pacote comemorativo incluiu itens colecionáveis inspirados no filme e filmagens adicionais inéditas até então.

## Recepção

### Bilheteria
Segundo Thompson, Edward Scissorhands não foi um grande sucesso comercial nos primeiros dias de lançamento, visto que "demorou muito para ganhar força". Lançado em 1 372 salas de cinema dos Estados Unidos, o filme arrecadou 6 325 249 dólares em seu fim de semana de estreia, ficando em terceiro lugar nas bilheterias, atrás de Look Who's Talking Too e Home Alone, este último já em sua quinta semana de exibição; no final do ano, havia arrecadado muito menos do que produções como Another 48 Hours e Bird on a Wire. Entretanto, foi nesse período que Edwards Scissorhands começou a se conectar melhor com o público. Em 21 de dezembro de 1990, o Los Angeles Times informou que o longa obteve "a maior média por sala de qualquer filme exibido nacionalmente" na semana anterior. Subsequentemente, arrecadou 56 362 352 dólares na América do Norte e mais 29 661 653 dólares em outros países, alcançando mundialmente um total de 86 024 005 dólares. Assim, dado seu orçamento de 20 milhões de dólares, conseguiu se consolidar como um sucesso de bilheteria. Glen Collins, em matéria do The New York Times, escreveu que "a química entre Johnny Depp e Winona Ryder, que estavam juntos na vida real na época (1989-1993), deu ao filme um potencial de ídolo adolescente, atraindo um público mais jovem".

### Resposta da crítica
Edward Scissorhands foi bem recebido pela crítica e pelo público. No agregador de resenhas Rotten Tomatoes, 90% das 68 avaliações dos críticos são positivas, o que equivale a uma classificação média de 7,7/10. O consenso do site diz: "A primeira colaboração entre Johnny Depp e Tim Burton, Edward Scissorhands é um conto de fadas moderno e mágico com tons góticos e um centro doce". O agregador Metacritic, que usa uma média ponderada, atribuiu ao filme uma pontuação de 74 em 100, com base nos comentários de 19 críticos, indicando avaliações "geralmente favoráveis". O CinemaScore informou que o público deu ao filme uma nota "A−".
Em crítica para o The New York Times, Janet Maslin escreveu que Burton demonstrou uma "engenhosidade inspiradora no processo de reinventar algo muito pequeno" e que o filme é um "conto de bondade incompreendida e criatividade sufocada, do poder da civilização de corromper a inocência, de uma bela imprudente e uma fera de bom coração". Richard Corliss, da Time, considerou o longa uma "comédia de costumes espirituosa" com um final comovente e uma das "fábulas mais brilhantes e agridoces" já vistas por ele. Escrevendo para a Rolling Stone, Peter Travers disse: "A atualização ricamente divertida de Burton para a história de Frankenstein é a fantasia cinematográfica mais cômica, romântica e assustadora do ano". O autor também elogiou a "trilha sonora envolvente" de Elfman e o desempenho de Depp: "Com diálogos escassos, Depp expressa artisticamente o desejo feroz no gentil Edward; é uma performance fantástica".
Desson Thomson, em resenha para o The Washington Post, comentou: "Depp está perfeitamente escalado, Burton constrói um mundo cul-de-sac surrealisticamente divertido e há algumas atuações muito divertidas dos experientes Dianne Wiest, Kathy Baker e Alan Arkin". Ele ressaltou que, embora o final apresente um "cenário que é uma óbvia desculpa para empurrar Depp para um papel de mártir" cuja conclusão pode deixar alguns espectadores insastifeitos, há muito o que aproveitar no filme para que isso o estrague. Outra crítica publicada pelo The Washington Post foi a de Rita Kempley, que assim descreveu o longa: "Encantamento de vanguarda, um retrato sombrio, porém sincero, do artista como um jovem manequim". Ela também elogiou a interpretação do protagonista: "Johnny Depp, bem escalado, traz a eloquência da era do cinema mudo para este papel de poucas palavras, dizendo tudo através de olhos negros brilhantes e do cuidado trêmulo com que ele sustenta suas mãos de filme de terror".
Para Amy Dawes, da Variety: "[Burton] apresenta um personagem tão improvável quanto um rapaz cujos braços terminam em tesouras de poda e o torna o centro de uma fábula deliciosa e delicada". Owen Gleiberman, da Entertainment Weekly, atribuiu uma nota "A−" ao filme, elogiando a trilha musical de Elfman e descrevendo Edward como um "autorretrato surreal de Burton como artista" e "a mais pura conquista" do cineasta. Sobre Depp, comentou: "pode não estar atuando muito por baixo de sua maquiagem neo-kabuki, mas o que ele faz é trêmulo e comovente". Marc Lee, do The Daily Telegraph, atribuiu a nota máxima de cinco estrelas ao filme, afirmando que "a visão de Burton, apesar de toda a sua tristeza, é amarrada com humor e humanidade". Além disso, destacou que Depp consegue evocar "ansiedade, melancolia e inocência com convicção de partir o coração" apenas com o olhar. Jo Berry, da Empire, descreveu o longa como uma "fábula moderna que é maravilhosamente bem-sucedida como uma comédia afiada e um romance dolorosamente triste", reforçada por "cenários imaginativos" e ótimas atuações, muitas vezes contraintuitivas, notavelmente a de Depp.
Entre as críticas negativas está a de Roger Ebert que, escrevendo ao Chicago Sun-Times, concedeu duas de quatro estrelas ao filme e comentou: "Burton ainda não encontrou a força narrativa e de construção de personagens para acompanhar seu talento pictórico"; Ebert considerou ainda que "o final é deprimente de tão fraco". Jonathan Rosenbaum, em publicação do Chicago Reader, opinou que o filme "nunca convence totalmente", apesar da sua originalidade e do design de produção "impressionante", enfatizando que a interpetação de Depp não estava à altura das atuações de Michael Keaton em Beetlejuice ou de Jack Nicholson em Batman, os dois filmes anteriores de Burton. A Time Out comparou-o ao primeiro longa-metragem do diretor, Pee-wee's Big Adventure, por sua "visão distorcida do subúrbio" e descreveu Edward Scissorhands como "um deleite visual, completo com bangalôs em tons pastéis, arbustos surreais e figurinos grotescos, mas que continua curiosamente vazio".

### Impacto cultural e legado

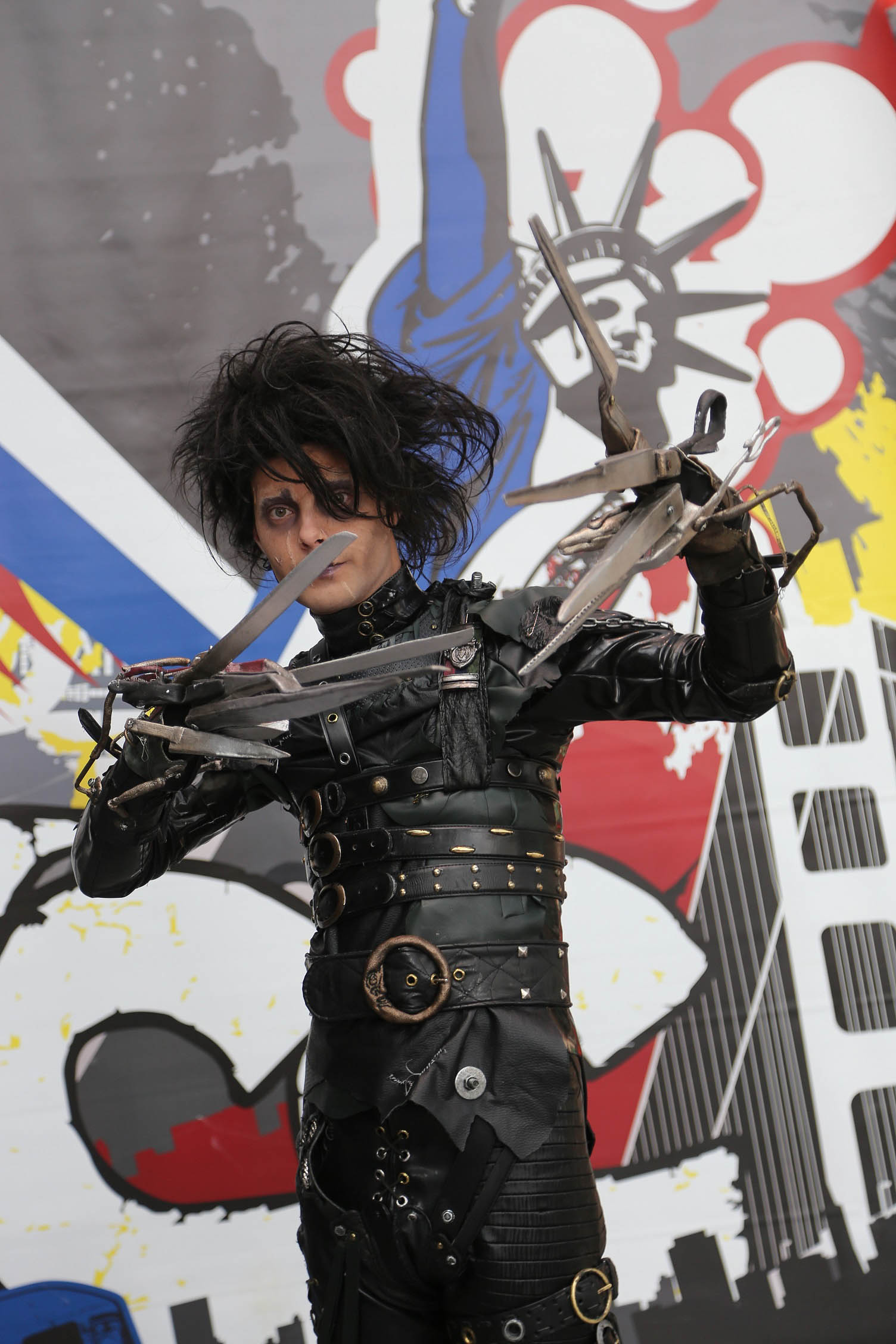
Cosplayer representando Edward Scissorhands.

Burton considera Edward Scissorhands o seu trabalho mais pessoal. Segundo Issitt, o longa firmou o diretor como o "possível cineasta gótico por excelência da era moderna", que captura a sensibilidade gótica tanto na forma como no conteúdo e a apresenta para um público amplo. Para o autor, "a grande mídia ligou Burton à subcultura gótica emergente, e Burton, por sua vez, passou a defender os jovens góticos dos estereótipos negativos difundidos pela mídia". O filme marcou a primeira colaboração entre o diretor e Depp, ajudando a lançar este último ao estrelato. Desde então, eles trabalharam juntos em Ed Wood (1994), Sleepy Hollow (1999), Charlie and the Chocolate Factory (2005), Corpse Bride (2005), Sweeney Todd: The Demon Barber of Fleet Street (2007), Alice in Wonderland (2010) e Dark Shadows (2012).
A banda de metal gótico Motionless in White incluiu em seu álbum Creatures (2010) uma música intitulada "Scissorhands (The Last Show)", cuja letra é baseada na história do filme e homenageia o legado e impacto dele no movimento gótico. Ice Nine Kills, outra banda de metal, também referenciou o longa na canção "The World in My Hands" de seu quinto álbum de estúdio, The Silver Scream (2018). Em outubro de 2008, o Hallmark Channel comprou os direitos de televisão do filme. O episódio "The Barber" da quinta temporada da telessérie Seinfeld faz diversas referências ao filme, assim como o episódio "Homer Scissorhands" da 22.ª temporada de The Simpsons. Em 2012, Depp reiterpretou seu papel no episódio "Lois Comes Out of Her Shell", de Family Guy. No enredo, Edward assume um emprego de babá e garante aos pais que tratará o bebê com o máximo de cuidado; segundos depois de entrar no berçário, ele ressurge repentinamente e declara: "Está morto".
Uma espécie fóssil de artrópode marinho, cuja descoberta foi anunciada pelo Imperial College London em 2013, recebeu o nome científico de Kooteninchela deppi em homenagem a Depp e ao personagem Edward. O animal, extinto desde o período Cambriano e ancestral da lagosta e do escorpião, foi descrito como tendo garras alongadas que lembravam as mãos de tesoura do protagonista do filme. Um anúncio para o Cadillac Lyriq, um carro elétrico com recursos de direção sem as mãos, é baseado no filme e estreou durante o Super Bowl LV; o comercial traz Ryder reinterpretando Kim, agora mãe do filho de Edward, Edgar, interpretado por Timothée Chalamet. Em outubro de 2024, como parte de seu evento anual de Halloween, Fortnitemares, a Epic Games anunciou Edward entre os novos personagens jogáveis do Fortnite Battle Royale; junto ao personagem foram incluídos itens especiais como mãos de lâminas, um tiranossauro em topiária e um escultor de gelo.

## Obras relacionadas

### Sequência em quadrinhos
Entre 2014 e 2015, a IDW Publishing lançou uma série de histórias em quadrinhos intitulada Edward Scissorhands, escrita por Kate Leth com arte de Drew Rausch. A publicação, que funciona como uma sequência do filme, consiste em dez edições posteriormente reunidas em três trade paperbacks. O enredo se concentra na neta de Kim, Meg, que agora é adolescente. Curiosa com as histórias que ouviu da avó, ela sai em busca de Edward e o encontra, criando uma amizade com ele semelhante à de Kim. A trama prossegue revelando que, enquanto Edward ficou sozinho por décadas, Kim morreu, a filha dela cresceu e ele permaneceu rotulado como um assassino pelos moradores do bairro. A trama explora novos amigos e obstáculos que Edward precisa superar, à medida que ele recebe outra oportunidade de ter uma vida normal.

### Adaptações teatrais
O coreógrafo britânico Matthew Bourne adaptou o filme para os palcos. Ele recontou a história através de uma produção de dança contemporânea que apresenta apenas dança e música, sem canto ou diálogos. Thompson e Elfman colaboraram com Bourne no projeto. O espetáculo estreou no Sadler's Wells Theatre em Londres em novembro de 2005 e, após uma temporada de 11 semanas, excursionou pelo Reino Unido, Ásia e Estados Unidos. O diretor britânico Richard Crawford comandou uma peça de teatro baseada no filme, a qual esteve em cartaz entre 25 de junho de e 3 de julho de 2010 no Brooklyn Studio Lab, no Brooklyn, em Nova Iorque.

## Prêmios e indicações
Winston e Neill foram indicados ao Oscar de melhor maquiagem, mas perderam para John Caglione Jr. e Doug Drexler por seu trabalho em Dick Tracy (1990). Welch venceu o BAFTA de melhor design de produção, enquanto Atwood, Winston e Neill também receberam indicações aos Prêmios da Academia Britânica de Cinema. Depp foi nomeado ao Globo de Ouro de melhor ator em comédia ou musical, mas perdeu para Gérard Depardieu de Green Card (1990). A obra ganhou o Prêmio Hugo de melhor apresentação dramática e o Prêmio Saturno de melhor filme de fantasia. Elfman, Ryder, Wiest, Arkin e Atwood também receberam indicações individuais nesta última premiação. Elfman recebeu ainda uma indicação ao Grammy.  Abaixo, segue-se a lista completa de prêmios e indicações recebidos por Edward Scissorhands: 
| Ano  | Premiação                                    | Categoria                                                | Indicação                     | Resultado | Ref.    |
| ---- | -------------------------------------------- | -------------------------------------------------------- | ----------------------------- | --------- | ------- |
| 1990 | Prêmios Los Angeles Film Critics Association | Melhor atriz coadjuvante                                 | Dianne Wiest                  | Indicada  | [ 124 ] |
| 1990 | Prêmios New York Film Critics Circle         | Melhor diretor de fotografia                             | Stefan Czapsky                | Indicado  | [ 125 ] |
| 1991 | Oscar                                        | Melhor maquiagem                                         | Ve Neill, Stan Winston        | Indicados | [ 118 ] |
| 1991 | Globo de Ouro                                | Melhor ator em comédia ou musical                        | Johnny Depp                   | Indicado  | [ 126 ] |
| 1991 | Prêmios Saturno                              | Melhor filme de fantasia                                 |                               | Venceu    | [ 127 ] |
| 1991 | Prêmios Saturno                              | Melhor atriz                                             | Winona Ryder                  | Indicada  | [ 127 ] |
| 1991 | Prêmios Saturno                              | Melhor ator coadjuvante                                  | Alan Arkin                    | Indicado  | [ 127 ] |
| 1991 | Prêmios Saturno                              | Melhor atriz coadjuvante                                 | Dianne Wiest                  | Indicada  | [ 127 ] |
| 1991 | Prêmios Saturno                              | Melhor figurino                                          | Colleen Atwood                | Indicada  | [ 127 ] |
| 1991 | Prêmios Saturno                              | Melhor música                                            | Danny Elfman                  | Indicado  | [ 127 ] |
| 1991 | Prêmios Chicago Film Critics Association     | Melhor atriz coadjuvante                                 | Dianne Wiest                  | Indicada  | [ 128 ] |
| 1991 | Prêmios Hugo                                 | Melhor apresentação dramática                            | Tim Burton, Caroline Thompson | Venceram  | [ 121 ] |
| 1991 | Prêmios National Society of Film Critics     | Melhor atriz coadjuvante                                 | Dianne Wiest                  | Indicada  | [ 125 ] |
| 1992 | BAFTA                                        | Melhor design de produção                                | Bo Welch                      | Venceu    | [ 119 ] |
| 1992 | BAFTA                                        | Melhor figurino                                          | Colleen Atwood                | Indicada  | [ 119 ] |
| 1992 | BAFTA                                        | Melhor maquiagem                                         | Ve Neill                      | Indicada  | [ 119 ] |
| 1992 | BAFTA                                        | Melhores efeitos visuais                                 | Stan Winston                  | Indicado  | [ 119 ] |
| 1992 | Prêmios Sant Jordi de Cinematografia         | Melhor atriz estrangeira                                 | Winona Ryder                  | Venceu    | [ 129 ] |
| 1992 | Prêmios Sant Jordi de Cinematografia         | Melhor filme estrangeiro                                 |                               | Venceu    | [ 130 ] |
| 1992 | Grammy Award                                 | Melhor composição instrumental escrita para cinema ou TV | Danny Elfman                  | Indicado  | [ 123 ] |

O British Film Institute recomenda Edward Scissorhands em sua lista de "50 filmes para ver antes completar 15 anos", como parte de uma iniciativa estabelecida em 2020 pelo departamento educacional do BFI. Além disso, o longa-metragem é reconhecido pelo American Film Institute nas seguintes listas:
- 2005: AFI's 100 Years of Film Scores – Indicado[132]
- 2008: AFI's 10 Top 10 – Indicado na categoria Filme de fantasia[133]